# British Hockey League 1987/88
Die Saison 1987/88 war die sechste Spielzeit der British Hockey League, der höchsten britischen Eishockeyspielklasse. Meister wurden die Murrayfield Racers.

## Modus
In der Hauptrunde absolvierte jede der zehn Mannschaften insgesamt 36 Spiele. Der Erstplatzierte der Hauptrunde wurde Meister. Für einen Sieg erhielt jede Mannschaft zwei Punkte, für ein Unentschieden einen Punkt und für eine Niederlage null Punkte.

## Hauptrunde

### Tabelle
|     | Klub                 | Sp | S  | U | N  | Tore    | Punkte |
| --- | -------------------- | -- | -- | - | -- | ------- | ------ |
| 1.  | Murrayfield Racers   | 36 | 29 | 0 | 7  | 361:216 | 58     |
| 2.  | Whitley Warriors     | 36 | 27 | 2 | 7  | 371:256 | 56     |
| 3.  | Fife Flyers          | 36 | 26 | 2 | 8  | 323:215 | 54     |
| 4.  | Durham Wasps         | 36 | 26 | 1 | 9  | 393:214 | 53     |
| 5.  | Solihull Barons      | 36 | 19 | 3 | 14 | 329:303 | 41     |
| 6.  | Nottingham Panthers  | 36 | 13 | 2 | 21 | 243:298 | 28     |
| 7.  | Ayr Bruins           | 36 | 10 | 2 | 24 | 233:324 | 22     |
| 8.  | Dundee Tigers        | 36 | 8  | 2 | 26 | 254:389 | 18     |
| 9.  | Streatham Redskins   | 35 | 8  | 1 | 26 | 201:320 | 17     |
| 10. | Peterborough Pirates | 35 | 4  | 3 | 28 | 172:345 | 11     |

Sp = Spiele, S = Siege, U = Unentschieden, N = Niederlagen